# سرس (اسطوره)

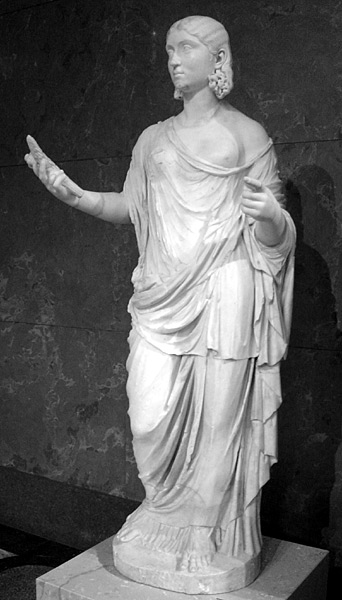
مجسمه سرس، الهه کشاورزی و رستنی‌ها

سِرِس، در اساطیر رومی و دین روم باستان، الهه کشاورزی و رستنی‌ها و همینطور الهه زراعت غلات و نباتات بود، و از سویی الهه باروری و روابط مادرانه به شمار می‌آمد. آیین‌های پرستش او، دارای اشکال مختلفی بود. او خدای مرکزی در تریاد یا سه گانه رومی که اصطلاحاً تریاد پلبیان یا سه گانه آونتین خوانده می‌شد، به شمار می‌آمد، و بعلاوه همراه با دخترش پروسرپینا، جفتی را تشکیل می‌دادند که رومیان آن را به عنوان «آیین‌های یونانی مربوط به الهه زراعت و رستنی» توصیف می‌کردند. او در ازدواج‌های رومیان و همینطور در مراسم مربوط به تشییع جنازه آنان نقش اساسی را ایفا می‌کرد. هفت روز از روزهای ماه آوریل، به وی تعلق داشت که در آن جشنواره معروف به سرآلیا برگزار می‌شد که شامل مراسم محبوب لودی سری آلیز (بازی‌های خاص سرس) بود. او در ماه مه، و در جریان جشن یا جشنواره آمباروالیا، که در زمان برداشت محصولات کشاورزی برگزار می‌شد نیز، گرامی داشته می‌شد. اعمال و وظایف او و همینطور آیین‌های پرستشش، شبیه معادل یونانی او، دمتر می‌باشد و این الهه یونانی، در بسیاری از جنبه‌های اساطیری با سرس، مشترک است.

## شرح
سرس، خدابانوی کهن لاتین، خدابانوی رُستنی‌ها محسوب می‌شد و همچون همتای یونانی خود دمتر، در پیوند با دیونیزوس بود.
در سال ۴۹۶ قبل از میلاد، سرس در قحطسالی که پیش آمد با دمتر یگانه شد، چراکه با اتکای بر پیشگوئی‌های کتاب‌های یونانی، رم ناچار شد کیش دمتر و دیونیزوس را بپذیرد.